# Битва при Насирии
Битва при Насирии (23 — 29 марта 2003) — велась, преимущественно, между 2-й экспедиционной бригадой морской пехоты США и иракскими войсками во время американского вторжения в Ирак. Город Насирия лежит на берегу реки Евфрат в 362 км к юго-востоку от Багдада. Его население состоит почти полностью из мусульман-шиитов. В ночь на 25 марта основная часть морпехов прошли через город по мостам и начали наступление на север в сторону Багдада. Однако боевые действия продолжались в городе до 1 апреля, когда иракское сопротивление в городе было сломлено.

## Ход сражения

### Начальная стадия
2-я экспедиционная бригада морской пехоты США (Оперативная группа «Тарава»), после высадки на территории Ирака получила следующую задачу: занять два моста в черте Насирии, создав коридор для 1-го полка МП и 6-го инженерного батальона из Батл-Крик, штат Мичиган, чтобы они пройти на север через город по шоссе 7.
В Насирии находилась штаб-квартира 3-го корпуса иракской армии. 51-я механизированная дивизия была направлена на юг на защиту нефтяных месторождений, 6-я бронетанковая дивизия концентрировалась около Эль-Амары, а три бригадных группы были оставлены для защиты Насирии.

### Засада на конвой армии США
Около 6 часов утра 23 марта ремонтники 507-й ремонтной роты Армии США (18 единиц техники и 31 солдат) свернули с шоссе 8 на шоссе № 7, к Насирии, на вражескую территорию. Конвоем командовал капитан Трой Кинг, не имевший опыта и соответствующей подготовки. Конвой был замечен иракскими войсками, как только прошел КПП у реки Евфрат в самом городе. После прохождения казарм Аль-Кудс на северной окраине города Кинг понял, что заблудился, и конвой начал искать пути покинуть город.
Около 7 утра конвой попал в засаду: иракские войска ударили по нему из РПГ, миномётов и танков. 11 солдат были убиты, несколько, в том числе Шошана Джонсон и Джессика Линч, попали в плен. По крайней мере 15 из 18 американских транспортных средств были уничтожены. Некоторые из них свернули с дороги и разбились при попытке избежать огня. Один грузовик был раздавлен иракским танком Тип 69-QM.

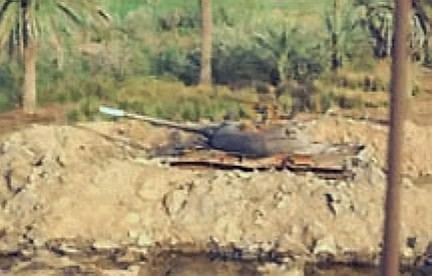
Брошенный иракский танк Тип-69QM возле больницы Насирии

Тем не менее, несколько солдат сдерживали наступление противника в течение почти часа. К этому времени рота 2-й экспедиционной бригады морской пехоты под командованием майора Уильяма Пиплза прибыла на помощь и эвакуировала оставшихся в живых.

### Начало боев
23 марта 18 американских солдат 1-го батальона 2-го полка МП были убиты, а 8 десантных транспортов AAV7 выведены из строя в тяжелых боях с иракскими войсками вокруг канала Саддама.
В тот же день штурмовик Fairchild Republic A-10 Thunderbolt II ВВС США по ошибке обстрелял десантный транспорт, убив по меньшей мере одного морского пехотинца. Впоследствии было выяснено, что экипаж штурмовика не был оповещен о том, что морские пехотинцы зашли так далеко на север, и поэтому принял их за войска противника.
Ещё двое морских пехотинцев, капрал Джеймс Эванс и сержант Брэдли Кортхаус, утонули при попытке пересечь канал Саддама под огнём на следующий день.

### Прорыв американцев на север
Вечером 24 марта 2-й механизированный разведывательный батальон КМП США пробился к северу от канала Саддама, перерезал шоссе 7 и стал укреплять плацдарм. После прибытия эскадрильи вертолётов Cobra и танков Абрамс иракское сопротивление пошло на убыль.
В тот же вечер морпехи занялись ликвидацией снайперских точек, мешавших продвижению солдат коалиции на север, на Багдад. В сумерках американские войска создали периметр в 15 км к северу от Насирии. Иракские танки и пехота предприняли атаку, однако она была отбита силами танков и миномётного взвода. Последняя атака иракцев была отбита на рассвете. Около 300 иракских солдат были убиты.

## Последствия
К 27 марта иракское сопротивление в городе было практически сломлено, и эпицентр битвы сместился в сторону зачисток местности и поисковых операций. Небольшие группы федаинов Саддама прятались по всему городу и периодически обстреливали коалиционные патрули из стрелкового оружия и РПГ.
Утром 27 марта два разведчика нашли затонувший танк М1A1 Abrams на дне реки. Танк считался пропавшим без вести с ночи 24-25 марта. Внутри были найдены тела четырех морских пехотинцев из 1-го танкового батальона КМП США.
Иракские потери составили 359—431 убитыми, более 300 получили ранения и более 1000 попали в плен. Потери США составили 32 человека убитыми, 60 ранеными и 6 пленными.